# Sumber Teguh
Sumber Teguh is een bestuurslaag in het regentschap Jombang van de provincie Oost-Java, Indonesië. Sumber Teguh telt 2766 inwoners (volkstelling 2010).